# Związek Suwerennych Państw
Związek Suwerennych Państw, Związek Suwerennych Republik Radzieckich – niezrealizowany projekt odnowionego sojuszu republik ZSRR.

## Geneza
W grudniu 1990 roku podjęto kwestię reorganizacji Związku Radzieckiego.
3 grudnia Rada Najwyższa ZSRR poparła koncepcję zaproponowanego przez Prezydenta ZSRR Michaiła Gorbaczowa projektu traktatu związkowego i przekazała go do dyskusji podczas IV Zjazdu Deputowanych Ludowych ZSRR.
24 grudnia 1990 roku uczestnicy IV Zjazdu Deputowanych Ludowych ZSRR w imiennym głosowaniu postanowili uznać za konieczne zachowanie Związku Radzieckiego jako odnowionej federacji równoprawnych suwerennych republik, w których miały być w pełni przestrzegane prawa człowieka każdej narodowości.
W tym samym dniu, z inicjatywy i pod presją ze strony Prezydenta ZSRR Michaiła Gorbaczowa, Zjazd przyjął uchwałę w sprawie przeprowadzenia ogólnozwiązkowego referendum o zachowaniu odnowionego Związku jako federacji równoprawnych suwerennych socjalistycznych republik radzieckich. Za przyjęciem uchwały głosowało 1677 posłów, przeciw – 32, wstrzymało się od głosu – 66.

## Referendum na temat zachowania Związku Radzieckiego
17 marca 1991 roku odbyło się referendum, podczas którego za zachowaniem i odnowieniem ZSRR zagłosowała większość obywateli, z wyjątkiem ludności sześciu republik (Litwa, Estonia, Łotwa, Gruzja, Mołdawia, Armenia), władze których odmówiły przeprowadzenia referendum, ponieważ przedtem ogłosiły lub poinformowały o zamiarze ogłoszenia niepodległości zgodnie z wynikami przeprowadzonych wcześniej referendów dotyczących niepodległości.

## Związek jako federacja (Związek Suwerennych Republik Radzieckich)

Na czerwono oznaczono państwa, które miały wejść w skład Związku Suwerennych Państw, na pomarańczowo – które rozważały wejście w jego skład, na czarno – kraje, które konsekwentnie opowiadały się za pełną niepodległością.

Na podstawie koncepcji referendum grupa robocza działająca na mocy uprawnień nadanych jej przez władze centralne i republikańskie w ramach tzw. procesu nowo-ogariowskiego wiosną i latem 1991 roku opracowała projekt zawarcia nowego sojuszu – Związku Suwerennych Republik Radzieckich (Związku Suwerennych Państw) jako zdecentralizowanej federacji.
Projekt traktatu ustanawiającego Związek parafowano dwukrotnie – 23 kwietnia i 17 czerwca 1991 roku. Ostateczna redakcja „Traktatu o Związku Suwerennych Państw” została opublikowana w gazecie „Prawda” 15 sierpnia. W tej samej gazecie 3 sierpnia 1991 roku opublikowano treść telewizyjnego wystąpienia Prezydenta ZSRR Michaiła Gorbaczowa, w którym stwierdził on, że traktat związkowy może zostać podpisany 20 sierpnia 1991 roku. W nowym traktacie zapisano: „Państwa tworzące Związek mają pełną władzę polityczną, samodzielnie określają swój ustrój narodowo-państwowy i system organów władzy i administracji, mogą przekazać część swoich uprawnień innym państwom – stronom Traktatu…”. Ponadto w części 2 artykułu 23 nowego Traktatu stwierdzano: „Niniejszy traktat… wchodzi w życie od momentu jego podpisania… przez upoważnione delegacje. Dla państw, które go podpisały, w tym samym dniu traci moc Traktat o utworzeniu ZSRR z 1922 roku”.
Członkami nowego związku miało stać się dziewięć z piętnastu republik związkowych byłego ZSRR. Jak oznajmił Michaił Gorbaczow w telewizyjnym wystąpieniu 3 sierpnia 1991 roku, 20 sierpnia nowy układ związkowy powinny podpisać Białoruś, Kazachstan, RFSRR, Tadżykistan i Uzbekistan, a jesienią mogły do nich dołączyć Armenia, Kirgistan, Ukraina i Turkmenistan.
Ale Państwowy Komitet Stanu Wyjątkowego 18–21 sierpnia przeprowadził nieudaną próbę siłowego usunięcia Michaiła Gorbaczowa ze stanowiska Prezydenta ZSRR, zrywając podpisanie traktatu związkowego:
„Korzystając z danej wolności, niszcząc nowo powstałe zalążki demokracji, powstały siły ekstremistyczne, których celem stała się likwidacja Związku Radzieckiego, upadek państwa i przejęcie władzy za wszelką cenę. Zostały zadeptane wyniki ogólnokrajowego referendum o jedności Ojczyzny”.
Konflikty pomiędzy władzami centralnymi i republikańskimi oraz elitami narodowymi pogłębiły się i wszystkie republiki związkowe jedna po drugiej ogłosiły niepodległość.

## Związek jako konfederacja
5 września 1991 roku V Zjazd Deputowanych Ludowych ZSRR, przyjmując „Deklarację praw i wolności człowieka”, ogłosił okres przejściowy dla formowania nowego systemu relacji w państwie, przygotowania i podpisania Traktatu o Związku Suwerennych Państw.
6 września ZSRR uznał wyjście ze Związku trzech republik bałtyckich (Litwy, Łotwy i Estonii).
Jesienią 1991 roku na polecenie władz centralnych i republikańskich grupa robocza procesu nowo-ogariowskiego opracowała nowy projekt traktatu, zakładający stworzenie Związku Suwerennych Państw jako konfederacji niepodległych państw („państwa konfederacyjnego”).
Wstępna zgoda na zawarcie 9 grudnia 1991 roku traktatu ustanawiającego Związek Suwerennych Państw ze stolicą w Mińsku została udzielona 14 listopada 1991 roku tylko przez siedem republik (Białoruś, Kazachstan, Kirgistan, Rosję, Tadżykistan, Turkmenistan, Uzbekistan). Dwie republiki, w których wcześniej odbyły się referenda w sprawie niepodległości (Armenia i Ukraina), odmówiły wstąpienia do konfederacji.
Jednak 8 grudnia 1991 roku szefowie trzech państw (Białorusi, Rosji i Ukrainy) na spotkaniu w Puszczy Białowieskiej, „odnotowując, iż negocjacje dotyczące przygotowania nowego Traktatu związkowego zaszły w ślepą uliczkę, a obiektywny proces występowania republik ze Związku Radzieckiego i tworzenia niepodległych państw stał się realnym faktem”, zawarli Układ białowieski o utworzeniu Wspólnoty Niepodległych Państw – organizacji międzyrządowej i międzyparlamentarnej, nieposiadającej statusu państwa. Do WNP później dołączyły inne republiki związkowe.
W grudniu 1992 roku Zjazd Deputowanych Ludowych Federacji Rosyjskiej zwrócił się do parlamentów państw – byłych republik ZSRR, oraz do Międzyparlamentarnego Zgromadzenia państw – członków Wspólnoty Niepodległych Państw z propozycją rozważenia „utworzenia konfederacji lub innej formy zbliżenia niepodległych państw Europy i Azji – byłych republik ZSRR, których narody wyrażają dążenie do zjednoczenia”, ale wniosek ten nie został poparty.
Wielostronnego porozumienia w sprawie zaproponowanego później (w marcu 1994 roku) projektu stworzenia analogicznej konfederacji (Związek Euroazjatycki) także nie osiągnięto. Dwa państwa utworzyły Związek Rosji i Białorusi.